# Jasenová
Jasenová este o comună slovacă, aflată în districtul Dolný Kubín din regiunea Žilina. Localitatea se află la altitudinea de 537 m deasupra n.m., se întinde pe o suprafață de 11,93 km2 și în 2017 număra 420 de locuitori. Se învecinează cu comuna Valaská Dubová.

## Istoric
Localitatea Jasenová este atestată documentar din 1320.

## Demografie
| An:                | 1994 | 2004   | 2014   | 2024   |
| ------------------ | ---- | ------ | ------ | ------ |
| Număr de persoane: | 392  | 399    | 409    | 434    |
| Diferență:         |      | +1,78% | +2,50% | +6,11% |

| An:                | 2023 | 2024   |
| ------------------ | ---- | ------ |
| Număr de persoane: | 437  | 434    |
| Diferență:         |      | −0,68% |